# ام‌وی توستمنا
ام‌وی توستمنا (به انگلیسی: MV Tustumena) یک کشتی است که طول آن ۲۹۶ فوت (۹۰ متر) می‌باشد. این کشتی در سال ۱۹۶۳ ساخته شد.